# Maria Pia de Bourbon-Parma
Prințesa Maria Pia de Bourbon-Parma (n. 24 septembrie 1934) este fiica cea mare a regelui Umberto al II-lea al Italiei și a Prințesei Marie-José a Belgiei. Ea este sora mai mare a Prințului Victor Emmanuel de Neapole, a Prințesei Maria Gabriela de Savoia și a Prințesei Maria Beatrice de Savoia. De asemenea, este verișoară cu fostul rege Albert al II-lea al Belgiei.

## Biografie
Maria Pia Elena Elisabetta Margherita Milena Mafalda Ludovica Tecla Gennara di Savoia a fost primul copil al Prințului și Prințesei de Piedmont, născută în Neapole, Italia, în 1934. Părinții ei, căsătoriți din 1930, erau nefericiți împreună, mama ei confesându-se într-un interviu mult mai târziu (On n'a jamais été heureux, "Noi n-am fost niciodată fericiți"). Părinții s-au separat după ce monarhia italiană a fost abolită prin plebiscit la 2 iunie 1946. Exilată, familia s-a adunat pentru scurt timp în Portugalia, ea și cei trei frați mai mici au plecat curând cu mama lor în Elveția în timp ce tatăl lor a rămas în Portugalia. Fiind credincioși catolici, părinții ei nu au divorțat.
Într-o croazieră regală pe iahtul Agamemnon al reginei Frederica de Hanovra, la 22 august 1954, ea l-a întâlnit și mai târziu s-a căsătorit cu Prințul Alexandru al Iugoslaviei (n. 1924), fiul Prințului Paul al Iugoslaviei și al Prințesei Olga a Greciei și Danemarcei. La scurt timp după căsătorie, Maria Pia a născut doi fii gemeni. Un alt set de gemeni a născut la cinci ani după căsătorie, de data aceasta o fată și un băiat.
- Prințul Dimitri Umberto Anton Peter Maria al Iugoslaviei (n. 1958)
- Prințul Michael Nicolas Paul George Maria al Iugoslaviei (n. 1958)
- Prințul Sergius "Serge" Wladimir Emanuel Maria al Iugoslaviei (n. 1963); s-a căsătorit cu Sofia de Toledo la 6 noiembrie 1985.  Au divorțat în 1986. S-a recăsătorit cu Eleonora Rajneri la 18 septembrie 2004.
- Prințesa Helene Olga Lydia Tamara Maria a Iugoslaviei (n. 1963); s-a căsătorit cu Thierry Alexandre Gaubert[3] si are trei copii:
  - Milena Maria Pia Angelique Armaule Gaubert (n. 1988)
  - Nastasia Marie-José Tania Vanessa Isabelle Gaubert (n. 1991)
  - Leopold Umberto Armand Michel Gaubert (n. 1997)

Cuplul a divorțat în 1967. 
În 2003, Maria Pia s-a recăsătorit cu Prințul Michel de Bourbon-Parma (n. 1926), fiul Prințului René de Bourbon-Parma și a Prințesei Margaret a Danemarcei. Soțul ei a divorțat de Prințesa Yolande de Broglie-Revel cu care are cinci copii; de asemenea, el este tatăl unui copil născut în 1977, Amélie de Bourbon de Parme. Prin cel de-al doilea soț, Maria Pia este cumnata reginei Ana a României. Fostul ei soț, Prințul Alexandru s-a recăsătorit și el cu prințesa Barbara de Liechtenstein, cu care are un copil.